# Nina Mittelham
Nina Mittelham (* 23. November 1996 in Willich) ist eine deutsche Tischtennisspielerin. Sie spielt seit 2018 beim ttc berlin eastside in der 1. Tischtennis-Bundesliga. 2018 wurde sie Europameisterin im Doppel (mit Kristin Lang), 2021 im Mixed (mit Dang Qiu) sowie mit der Mannschaft. 2021 gewann sie das Ranglistenturnier Europe Top 16.

## Werdegang

### Jugend
Mittelham begann mit dem Tischtennissport beim Verein DJK VfL Willich, den sie im Jahr 2006 in Richtung SC Bayer 05 Uerdingen verließ. Zur Saison 2009/10 wechselte sie zum TuS Uentrop und spielte dort in der Damen-Regionalliga. Nach einem Jahr wechselte sie 2010 in Richtung DJK Holzbüttgen, um dort bis 2012 in der 2. Damen-Bundesliga aufzuschlagen. Im Jugendbereich feierte sie diverse Erfolge: Sie wurde im Jahr 2011 Deutsche Meisterin der Schülerinnen im Einzel, im Doppel (mit Katja Brauner) und im Mixed (mit Kilian Ort) sowie im folgenden Jahr Zweite bei den Deutschen Meisterschaften der Mädchen im Einzel und im Doppel. Im selben Jahr wurde sie Europameisterin U15 im Einzel und im Doppel (mit Trosman (Israel)) und errang einen 2. Platz mit der Mannschaft bei der EM. Zur Saison 2012/13 wechselte sie zum TuS Bad Driburg. In der Saison 2013/14 wurde sie dort Meister in der 2. Damen-Bundesliga und stieg in die 1. Damen-Bundesliga auf, in der sie bis heute im oberen Paarkreuz spielt. Im Jahr 2013 wurde sie Europameisterin U18 im Einzel, Doppel (mit Theresia Kraft) und Mixed (mit Kilian Ort). 2014 verlor sie das Finale der Europameisterschaften gegen Chantal Mantz mit 4:1.

### Erwachsene
Ab 2012 trat Mittelham international auch im Erwachsenenbereich an, in der Weltrangliste erreichte sie 2013 im April zum ersten Mal eine Platzierung unter den besten 200, im Dezember stieß sie in die Top 100 vor. Bei den Croatia Open 2015 kam sie im U-21-Bereich ins Halbfinale und gewann damit ihre erste Medaille auf der World Tour. Im selben Jahr nahm sie zum ersten Mal an der Weltmeisterschaft teil, bei der sie im Einzel die Runde der letzten 64 und im Doppel das Achtelfinale erreichte. Bei der Team-WM im Jahr darauf war sie Teil der deutschen Mannschaft, die im Viertelfinale gegen Japan ausschied, kam dabei aber nur in einem Gruppenspiel zum Einsatz. 2017 absolvierte sie dann bei der Team-Europameisterschaft jedes Spiel und belegte mit Deutschland am Ende den zweiten Platz.
2018 wurde sie vom Bundesligaverein ttc berlin eastside zunächst für die Dauer von drei Jahren verpflichtet. Bei der Europameisterschaft 2018 gewann sie zusammen mit Kristin Lang den Titel im Doppel, im Oktober kam sie in der Weltrangliste erstmals unter die besten 50. 2019 nahm sie zum ersten Mal am Europe Top 16 teil, wo sie das Viertelfinale erreichte, und wurde sowohl im Doppel mit Franziska Schreiner als auch im Einzel Deutsche Meisterin. Im Teamwettbewerb der Europaspiele schlug sie unter anderem Einzel-Europameisterin Li Qian und trug so zum Gewinn der Goldmedaille bei, wenige Monate später bei der Mannschafts-EM schied Deutschland aber überraschend schon im Viertelfinale aus. Von 2019 bis 2021 wurde sie mit dem ttc berlin eastside dreimal in Folge Deutsche Meisterin, 2021 holte man auch das Triple. In diesem Jahr wurde Mittelham im Mixed mit Dang Qiu zudem Europameisterin und gewann das Ranglistenturnier Europe Top 16 in Thessaloniki. Mit der Mannschaft folgte im Oktober ein weiterer EM-Titel. 2022 erreichte sie bei der Europameisterschaft das Finale im Einzel, wo sie beim Stand von 0:2 verletzt aufgeben musste und somit Silber gewann. Bei den Europaspielen 2023 in Krakau holte sie Gold im Mixed mit Dang Qiu, womit sie sich für die Olympischen Spiele in Paris qualifizierten, im September gewann sie mit der Mannschaft zudem den Europameistertitel in Malmö.
2024 erreichte sie beim WTT Star Contender Goa das Finale, nachdem sie unter anderem die Weltranglisten-Achte Shin Yu-bin geschlagen hatte. Beim Europe Top 16 und der Europameisterschaft gewann sie Bronze.

## Verlauf der Position in der Weltrangliste

## Turnierergebnisse
| Verband | Veranstaltung                         | Jahr | Ort            | Land | Einzel        | Doppel        | Mixed      | Team          | U-21       |
| ------- | ------------------------------------- | ---- | -------------- | ---- | ------------- | ------------- | ---------- | ------------- | ---------- |
| GER     | Europe Top 16                         | 2025 | Montreux       | SUI  | letzte 16     |               |            |               |            |
| GER     | Europe Top 16                         | 2024 | Montreux       | SUI  | Halbfinale    |               |            |               |            |
| GER     | Europe Top 16                         | 2023 | Montreux       | SUI  | Halbfinale    |               |            |               |            |
| GER     | Europe Top 16                         | 2022 | Montreux       | SUI  | Viertelfinale |               |            |               |            |
| GER     | Europe Top 16                         | 2021 | Thessaloniki   | GRC  | Gold          |               |            |               |            |
| GER     | Europe Top 16                         | 2019 | Montreux       | SUI  | Viertelfinale |               |            |               |            |
| GER     | Europaspiele                          | 2023 | Krakau         | POL  | Viertelfinale |               | Gold       | Silber        |            |
| GER     | Europaspiele                          | 2019 | Minsk          | BLR  |               |               |            | Gold          |            |
| GER     | Europameisterschaft                   | 2024 | Linz           | AUT  | Halbfinale    | letzte 16     |            |               |            |
| GER     | Europameisterschaft                   | 2023 | Malmö          | SWE  |               |               |            | Gold          |            |
| GER     | Europameisterschaft                   | 2022 | München        | GER  | Silber        | Viertelfinale | letzte 16  |               |            |
| GER     | Europameisterschaft                   | 2021 | Cluj-Napoca    | ROU  |               |               |            | Gold          |            |
| GER     | Europameisterschaft                   | 2020 | Warschau       | POL  | letzte 64     | Silber        | Gold       |               |            |
| GER     | Europameisterschaft                   | 2019 | Nantes         | FRA  |               |               |            | Viertelfinale |            |
| GER     | Europameisterschaft                   | 2018 | Alicante       | ESP  | letzte 16     | Gold          |            |               |            |
| GER     | Europameisterschaft                   | 2017 | Luxemburg      | LUX  |               |               |            | Silber        |            |
| GER     | Jugend-Europameisterschaft (Junior)   | 2014 | Riva del Garda | ITA  | Silber        |               |            | Silber        |            |
| GER     | Jugend-Europameisterschaft (Junior)   | 2013 | Ostrava        | TCH  | Gold          | Gold          | Gold       | Silber        |            |
| GER     | Jugend-Europameisterschaft (Kadetten) | 2011 | Kazan          | RUS  | Gold          | Gold          |            | Silber        |            |
| GER     | Olympische Spiele                     | 2024 | Paris          | FRA  | letzte 32     |               | letzte 16  |               |            |
| GER     | ITTF Challenge Series                 | 2020 | Granada        | ESP  | letzte 32     | Halbfinale    |            |               |            |
| GER     | ITTF Challenge Series                 | 2017 | Warschau       | POL  | Viertelfinale |               |            |               | Gold       |
| GER     | WTT Series (Star Contender)           | 2024 | Mapusa         | IND  | Silber        |               | letzte 16  |               |            |
| GER     | WTT Series (Contender)                | 2023 | Maskat         | OMN  | Viertelfinale |               | Halbfinale |               |            |
| GER     | WTT Series (Contender)                | 2022 | Lima           | PER  | Gold          |               | Gold       |               |            |
| GER     | WTT Series (Contender)                | 2021 | Novo mesto     | SLO  | letzte 32     | Silber        |            |               |            |
| GER     | WTT Series (Contender)                | 2021 | Tunis          | TUN  | Viertelfinale |               | Halbfinale |               |            |
| GER     | ITTF World Tour                       | 2020 | Magdeburg      | GER  | Qual.         | Halbfinale    | Qual.      |               |            |
| GER     | ITTF World Tour                       | 2017 | Olmütz         | HUN  | letzte 32     |               |            |               | Silber     |
| GER     | ITTF World Tour                       | 2017 | Budapest       | HUN  | Qual.         |               |            |               | Halbfinale |
| GER     | ITTF World Tour                       | 2016 | De Haan        | BEL  | Viertelfinale |               |            |               | Halbfinale |
| GER     | ITTF World Tour                       | 2015 | Zagreb         | CRO  | letzte 16     |               |            |               | Halbfinale |
| GER     | ITTF World Tour                       | 2013 | Berlin         | GER  | letzte 16     |               |            |               |            |
| GER     | ITTF World Tour                       | 2013 | Zagreb         | CRO  | Viertelfinale |               |            |               |            |
| GER     | ITTF World Tour                       | 2013 | Almería        | ESP  | letzte 32     |               |            |               |            |
| GER     | ITTF World Tour                       | 2012 | Antwerpen      | BEL  | Viertelfinale |               |            |               |            |
| GER     | ITTF World Tour                       | 2012 | Helsingborg    | SWE  | letzte 32     |               |            |               |            |
| GER     | WTT Cup Finals                        | 2022 | Xinxiang       | CHN  | letzte 16     |               |            |               |            |
| GER     | Weltmeisterschaft                     | 2024 | Busan          | KOR  |               |               |            | Viertelfinale |            |
| GER     | Weltmeisterschaft                     | 2023 | Durban         | RSA  | letzte 16     | letzte 16     | letzte 16  |               |            |
| GER     | Weltmeisterschaft                     | 2022 | Chengdu        | CHN  |               |               |            | Halbfinale    |            |
| GER     | Weltmeisterschaft                     | 2021 | Houston        | USA  | letzte 128    | letzte 16     | letzte 32  |               |            |
| GER     | Weltmeisterschaft                     | 2019 | Budapest       | HUN  | letzte 64     | letzte 32     | letzte 32  |               |            |
| GER     | Weltmeisterschaft                     | 2018 | Halmstad       | SWE  |               |               |            | 9.–12. Platz  |            |
| GER     | Weltmeisterschaft                     | 2017 | Düsseldorf     | GER  | letzte 128    | letzte 32     |            |               |            |
| GER     | Weltmeisterschaft                     | 2016 | Kuala Lumpur   | MAS  |               |               |            | Viertelfinale |            |
| GER     | Weltmeisterschaft                     | 2015 | Suzhou         | CHN  | letzte 64     | letzte 16     |            |               |            |
| GER     | Jugend-Weltmeisterschaft              | 2014 | Shanghai       | CHN  | letzte 16     | letzte 16     | letzte 16  |               |            |
| GER     | Jugend-Weltmeisterschaft              | 2012 | Hyderabad      | IND  |               | Viertelfinale | letzte 32  | Halbfinale    |            |
| GER     | Jugend-Weltmeisterschaft              | 2011 | Manama         | BRN  |               | Viertelfinale |            |               |            |
| GER     | World Cup                             | 2025 | Macau          | MAC  | 33.–48. Platz |               |            |               |            |
| GER     | World Cup                             | 2024 | Macau          | MAC  | 17.–32. Platz |               |            |               |            |
| GER     | World Junior Circuit                  | 2013 | Rio de Janeiro | BRA  | Gold          |               |            |               |            |
| GER     | World Junior Circuit                  | 2013 | Władysławowo   | POL  | Viertelfinale |               |            |               |            |
| GER     | World Junior Circuit                  | 2013 | Metz           | FRA  | Halbfinale    |               |            |               |            |
| GER     | World Junior Circuit                  | 2012 | Tata           | HUN  | Halbfinale    |               |            |               |            |
| GER     | World Junior Circuit                  | 2012 | Metz           | FRA  | Viertelfinale |               |            |               |            |
| GER     | World Junior Circuit                  | 2012 | Lignano        | ITA  | Viertelfinale |               |            |               |            |